# Puerto Ricos flag
Puerto Ricos flag består af fem horisontale striber, tre røde og to hvide, en blå triangel med en hvid stjerne. Det røde symboliserer blod, det hvide sejr og fred og det blå symboliserer havet og himmelen. Stjernen står for nationen og trianglen symboliserer den styrende magts tre dele; regeringen, parlamentet og domstolene. Flaget blev udformet i 1894 af Francisco Gonzalo Marin med Cubas flag som model, hvor det røde og blå byttede plads.
Puerto Ricos flag er i hovedsagen identisk med rederiflaget til Det Stavangerske Dampskibsselskab (etableret 1855).